# 트래블페이

## Travel Pay
Travel Pay(한국어: 트래블페이)는 대한민국의 핀테크 스타트업인 트래블월렛에서 제공하는 외화 선불 충전 카드이자 서비스 명칭이다. 트래블월렛은 2019년 전세계 2번째, 아시아 지역 1번째로 VISA로부터 VISA 카드 상품의 직접 발급이 가능한 라이선스를 취득하여, 2021년 1월부터 해당 라이선스를 기반으로 외화 선불 충전 카드 결제 서비스인 트래블페이를 제공하고 있다.

## 사용 방법
Travel Pay는 트래블월렛이 운영하고 있는 동명의 모바일 앱인 트래블월렛을 다운 받고 모바일 앱에서 서비스를 제공 받을 수 있다. 처음 서비스 가입 시 신분증 인증과 오픈뱅킹 연결이 필요하다. 모바일 앱을 통해 실물카드를 신청하면 3~7일 내에 사용자에게 실물카드를 배송해준다. 사용자는 트래블월렛 앱을 통해 지원하는 38개의 통화 중 원하는 통화를 선택하고 연결된 오픈뱅킹을 통해 실시간으로 충전할 수 있다. 사용자는 트래블페이를 통해 해외에서 카드 결제가 가능하며, 현금인출기(ATM)에서 현금 인출 또한 가능하다. 남은 충전금은 환불이 가능하며 원화로 다시 환전되어 사용자의 오픈뱅킹과 연결된 계좌로 입금된다.

## 서비스 특징
트래블페이는 대한민국의 신용카드사 대비 낮은 결제 및 환전 수수료를 제공하는 것이 특징이다. 달러, 유로, 엔화 3개 통화에 대해서는 0%의 환전 수수료로 서비스를 제공하고 있다. 그 외 35개 통화의 경우 환전(살때) 수수료는 0.7%~2.5%로 통화별로 상이하다. 결제 수수료의 경우 38개 통화 모두 0%이다. 충전 후 사용하지 않고 남은 금액을 다시 원화로 환전하는 경우 38개 통화 모두 1.0~2.0% 환전(팔때) 수수료가 부과된다. 트래블페이는 38개 통화에 대해 ATM 사용 수수료 또한 0%를 부과하고 있지만 각 국가의 ATM 회사에서 부과하는 수수료는 사용자에게 그대로 부과되고 있다.

트래블페이는 선불충전카드 서비스로서 전자금융거래법 제23조 제1항 제1호에 따라 최대 충전 한도가 200만 원으로 제한되어 있으며, 트래블페이의 경우 모든 통화의 최대 충전 한도를 180만 원으로 설정하고 있다. 이에 따라 사용자는 최대 180만 원을 충전하고 사용할 수 있다는 제한이 있지만, 충전금이 부족할 경우 트래블월렛 모바일 앱을 통해 실시간으로 충전하고 바로 결제 할 수 있다는 특징이 있다.